# Fritz Sauerstein
Fritz Otto Sauerstein (* 3. April 1893 in Brand-Erbisdorf; † 12. Juni 1968 in Augsburg) war ein deutscher Kunstmaler. Er war von 1933 bis 1945 Professor für anatomisches Zeichnen an der Kunstakademie Dresden.

## Leben
Sauerstein studierte an der Kunstgewerbeschule und anschließend an der Kunstakademie bei Georg Lührig. Er nahm als Freiwilliger aktiv am Ersten Weltkrieg teil, aus dem er mit mehreren Auszeichnungen, aber schwerverletzt zurückkehrte. Er hatte einen Fuß verloren. Seit dem Jahre 1922 lebte er als freischaffender Künstler in Dresden. 1932 stimmte das Ministerium des Innern Sachsen der Einstellung von Fritz Sauerstein als Lehrer für Anatomie in der Nachfolge des Ende des Wintersemesters 1932/33 in den Ruhestand gehenden Professors Dittrich an der Kunstakademie zu, die im darauffolgenden Jahr umgesetzt wurde. Fritz Sauerstein erhielt 1933 diese Stelle und den Titel Professor für anatomisches Zeichnen an der Kunstakademie in Dresden. 1934 nahm er an einem Lehrgang für Rassenkunde und Rassenpflege teil und wurde 1938 in das Beamtenverhältnis übernommen. Für wissenschaftliche Zwecke nutzte er unter Berufung auf das Reichsgesetz und die Verordnung Nr. 87 vom 8. Oktober 1912 jährlich, meist in den Wintermonaten, mindestens drei Leichen aus dem Stadtbezirk Dresden.
Er wohnte in Dresden in der Antonstraße 2a.
1937 nahm er mit dem Ölgemälde Heiterwand, eine Landschaft in Tirol an der nationalsozialistischen Propagandaschau „1. Große Deutsche Kunstausstellung“ teil und reiste – damit verbunden – auch zur Eröffnung des „Hauses der deutschen Kunst“ nach München.
Nach Ausbruch des Zweiten Weltkrieges wurde Sauerstein zum geschäftsführender Professor und 1941 zum Prorektor der Kunstakademie ernannt. Aufgrund seiner trotz Kriegsverletzung erfolgten Einberufung zur Wehrmacht konnte er ab 1942 beide Ämter an der Kunstakademie nicht mehr ausüben. Mit Ende des Zweiten Weltkrieges 1945 verlor er seinen Dienststellung in Dresden. Er zog nach Bayern, wo er 1968 im Alter von 75 Jahren starb.